# Kościół św. Jakuba Apostoła w Kozińcu
Kościół świętego Jakuba Apostoła – rzymskokatolicki kościół filialny należący do parafii św. Jadwigi w Przedborowej (dekanat Ząbkowice Śląskie-Północ diecezji świdnickiej).
Pierwotna świątynia była wzmiankowana w 1452 roku. Obecna w stylu barokowym została zbudowana w 1749 roku, następnie została odrestaurowana w 1801 roku. Budowla jest murowana, jednonawowa, posiada kwadratowe prezbiterium i wieżę od strony zachodniej. Wnętrze kościoła nakryte jest sklepieniem kolebkowym z lunetami, spływającym na przyścienne pilastry. Wyposażenie świątyni jest skromne, reprezentuje styl późnobarokowy i powstało w drugiej połowie XVIII wieku.